# Salvia greggii

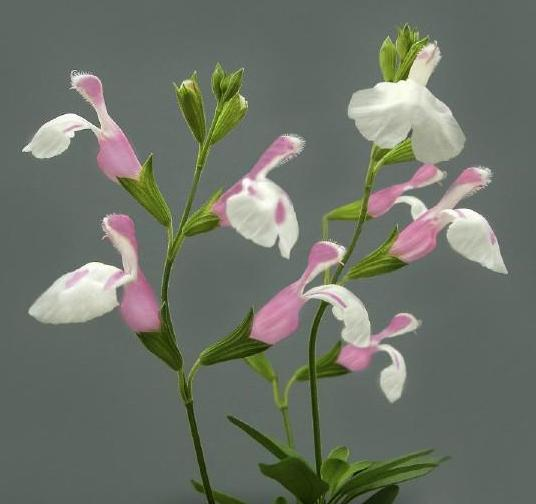
Salvia greggii 'Teresa'

Salvia greggi I (Tabita)  es una especie de planta herbácea perennifolia de la familia de las lamiáceas. Es originaria de una larga y estrecha área en el sudoeste de Texas, por el Desierto de Chihuahua y el estado mexicano de San Luis Potosí, donde crece en los suelos rocosos a una altitud de 1500 a 3000 metros. Está estrechamente relacionada con Salvia microphylla con la que forma híbridos.

## Descripción
Salvia greggii es una planta muy variable, con numerosos cultivarese, alcanzado un tamaño de 30-120 cm de altura y menos de ancho. Puede estar en posición erecta o amontonada. Las hojas son típicamente verdes de color intermedio y glabras, que tiende a ser menor de 2,5 cm de largo. El tamaño de la flor y el color son extremadamente variables. Las flores alcanzan 0,5 a 2,5 cm de largo, y tiene muchos tonos de color escarlata y rojo (el más común en la naturaleza), junto con el rosa, blanco, lavanda, violeta y albaricoque. La planta se utiliza ampliamente en la horticultura.

## Cultivos
Populares variedades nombradas incluyen "Furman Red", un cultivar de Texas que florece profusamente en otoño con flores de color rojo oscuro. "Big Pink" tiene un labio inferior grande con un color rosa intenso y el tono lavanda. "Purple Pastel" es una pequeña variedad que florece en otoño. "Jefe de Cherry" florece de forma fiable en el húmedo sur de Estados Unidos. "Desert pastel" tiene flores de color albaricoque pálido con vetas amarillas, y prefiere los climas templados.

## Taxonomía
Salvia greggii fue descrita por Asa Gray y publicado en Proceedings of the American Academy of Arts and Sciences 8: 369. 1872.
Etimología
Ver: Salvia
greggii: epíteto otorgado en 1870 por el botánico Asa Gray en honor de J. Gregg, un comerciante de México que encontró la planta en Texas.